# Решетова Анастасія Григорівна
Анастасі́я Григо́рівна Ре́шетова (нар. 23 січня 1996) — російська модель та 1-а віце-міс Росія 2014 року.

## Життєпис
Народилася 23 січня 1996 року в Москві. 
Коли вона була маленькою, її батьки розлучилися.
Її молодшу сестру Валентину виховував батько, полковник, кандидат юридичних та історичних наук Григорій Анатолійович Решетов. Навчалася у школі № 578 в районі Орехово-Борисово Північне, займалася акторською майстерністю. 2014 року закінчила школу та у віці 18 років взяла участь в конкурсі Міс Росія 2014, ставши 1-ю віце-міс. За даними на квітень 2018 року, параметри її фігури — 91-60-99, зріст 173 см, вага 58 кг.
За відомостями 2016—2017 років, заочно навчається в Московському інституті економіки, політики і права на факультеті державної служби та муніципального управління. Навчається акторської майстерності в Московській школі кіно.
Є активною користувачкою Instagram, її сторінка має більше 3 млн підписників. Публікує там світлини, на яких демонструє свою фігуру. При цьому її одяг буває досить відвертим. Підписники нерідко порівнюють її з Кім Кардаш'ян. Instagram є одним із джерел доходу моделі. За її словами, середня вартість рекламного посту становить 100 тисяч рублів.
2016 року відкрила клініку краси Anatomia Beauty Clinic. Навесні 2017 року презентувала свою книгу «Сьогодні я прокинулася іншою». У ній містяться поради щодо правильного харчування, тренувань, вибору косметики тощо. У травні 2017 року запустила власний бренд одягу In.Hype. У грудні 2017 року відкрила в Москві салон краси Inhype beauty zone. 2019 року разом з брендом DNK випустила колекцію дитячого одягу. 2021 року почала вести шоу Ти — топмодель на ТНТ.

## Особисте життя
Від січня 2014 року перебувала в стосунках із репером Тіматі (нар. 15 серпня 1983, Москва). Вона з'явилася в його кліпах «Зеро» та «Ключі від Раю». 16 жовтня 2019 року в пари народився син Ратмір. Восени 2020 року пара розлучилась.